# Mike Okot
Michael „Mike” Okot (ur. 25 grudnia 1958) – ugandyjski lekkoatleta, sprinter, uczestnik Letnich Igrzysk Olimpijskich 1984 i Letnich Igrzysk Olimpijskich 1988.
Podczas igrzysk w Los Angeles, wystartował w biegach na 400 metrów oraz w sztafecie 4 × 400 metrów. 
W eliminacjach biegu na 400 metrów, zajął 5. miejsce w swoim wyścigu (uzyskawszy czas 46,68 sekund), co nie dało mu awansu do ćwierćfinału. Następnie wystąpił w sztafecie 4 × 400 metrów. Ugandyjczycy dotarli aż do finału, w którym zajęli 7. miejsce (uzyskali czas 3:02,09, który był najlepszym wynikiem czasowym, jaki osiągnęli we wszystkich startach na tych igrzyskach).
Podczas igrzysk w Seulu startował jedynie w biegu rozstawnym 4 × 100 metrów, w którym Ugandyjczycy odpadli w eliminacjach.
Okot jest mistrzem Afryki Wschodniej i Centralnej z 1983 roku (w biegu na 400 metrów), oraz wielokrotnym mistrzem swojego kraju. Zdobył również tytuł wicemistrza igrzysk afrykańskich w 1978 roku oraz dwa brązowe medale mistrzostw Afryki w 1982 roku.

## Rekordy życiowe
| Dystans    | Wynik (s) | Data |
| ---------- | --------- | ---- |
| 400 metrów | 45,99     | 1984 |